# Захи Хавас
Др Захи Хавас (арап. زاهى حواس; Дамијета, 28. мај 1947) је археолог, египтолог, бивши генерални секретар Високог савета за старине Египта (2002—2011) и први Министар за антиквитете Египта (2011). Био директор платоа Гизе, а такође је истраживао археолошка налазишта у делти Нила, Либијској пустињи и у Горњем и Доњем Египту. Последњих неколико година је привукао светску медијску пажњу честим појављивањима у телевизијским документарним емисијама посвећеним старој египатској цивилизацији.
Хавас предводи покрет за повратак најпознатијих предмета Старог Египта, као што је камен из Розете, у Египат из колекција широм света где се тренутно налазе. Његови покушаји су за сада ограничени на споредне предмете и мање музеје, док се кључни предмети и даље налазе изван граница Египта.
Хавас је противник теорије о античким астронаутима и сличних идеја о претходним цивилизацијама. У бројним емисијама на каналима Дискавери, History и Национална географија он објашњава да су Египћани саградили египатске пирамиде, доказује да су их зидали слободни људи, а не робови и нуди доказе који руше многе заблуде од којих је већина настала од енглеских египтолога са краја 19. и почетка 20. века.
Високи савет за старине је јануара 2011. укинут и претворен у Министарство за антиквитете Египта, а Захи Хавас је именован за министра. Дао је оставку на овај положај марта 2011. после објављивања листе десетина археолошких налазишта у Египту која су опљачкана у протестима те године. У априлу је враћен на функцију министра, да би поново дао оставку 17. јула 2011. Неке новине трврде да је смењен због лојалности бившем председнику Мубараку.

## Познате изјаве
- Верујем да је до сада пронађено свега 30 одсто египатских споменика, а да 70 одсто још увек лежи закопано испод земље. Никад не знате какве тајне песак скрива.
- Када откријете мумије, злато - то је добро за јавност. Међутим, то није никакав допринос историји. Откривајући гробнице градитеља пирамида ми реконструишемо историју.

Најпознатија његова изјава је дата у Каиру када је као генерални секретар Високог савета изјавио:
- Ако Британија жели бити запамћена, ако жели обновити свој углед, треба добровољно да врати камен (из Розете), јер је то икона египатског идентитета

## Награде
- 2019: Награда Браћа Карић